# Ralf Schumacher
Ralf Schumacher (* 30. Juni 1975 in Hürth) ist ein deutscher Formel-1-Kommentator und ehemaliger Automobilrennfahrer. Er startete zwischen 1997 und 2007 zu 180 Grand-Prix-Rennen in der Formel 1 und gewann sechs davon. Von 2008 bis 2012 fuhr Schumacher in der DTM für Mercedes-Benz. Im Jahre 1996 wurde er Meister der Formel Nippon sowie Vizemeister der japanischen GT-Meisterschaft.

## Familie
Schumacher wurde am 30. Juni 1975 als zweiter Sohn des späteren Pächters einer Kartbahn in Kerpen, Rolf Schumacher, und dessen Ehefrau Elisabeth (1948–2003) im Ortsteil Hermülheim der Stadt Hürth geboren. Sein älterer Bruder Michael, sein Sohn David und dessen Cousin Mick Schumacher sind ebenfalls Automobilrennfahrer. Seine Nichte Gina-Maria Bethke ist Europameisterin im Westernreiten.

## Karriere

### Nachwuchskategorien
Ralf Schumacher wurde bereits als Dreijähriger von seinem Vater in ein Kart gesetzt und fuhr die ersten Rennen auf der Kart-Bahn, an der sein Vater angestellt war. Ralf eiferte damit seinem Bruder Michael nach. Er wurde 1989 deutscher Junioren-Kartmeister; zwei Jahre später gewann er den NRW-Cup, den Gold-Cup und die Junior-Kart-Meisterschaft. Im Jahre 1992 wechselte er in die Formel Junior. Neben der Deutschen Kart-Meisterschaft bestritt Ralf Schumacher 1992 zum ersten Mal ein Rennen in einem Monoposto. Im ADAC-Formel-Junior erreichte er bei seinem Debüt einen zweiten Platz. Genau auf dieser Position beendete er auch die Deutsche Kart-Meisterschaft. Er wechselte 1994 auf Anraten seines damaligen Managers Willi Weber in die ADAC-Formel-Junior. Dort fuhr er seine erste vollständige Saison in einem Monoposto. Er beendete die Saison mit dem Vizemeistertitel.
Weber ermöglichte ihm erste Tests und sein erstes Formel-3-Rennen in seinem Team WTS. Sein erster Sieg 1994 verschaffte Schumacher den dritten Platz im Endklassement hinter Jörg Müller und Alexander Wurz. Im Folgejahr erreichte er hinter Norberto Fontana den zweiten Platz in der Endabrechnung. Statt in die europäische Formel 3000 zu wechseln, ging Schumacher auf Anraten seines Managers in die japanische Formel Nippon, in der er 1996 im X Japan Team LeMans der Rockband X Japan den ersten Platz und gegen Fontana im letzten Rennen den Titel errang.

### Formel 1

#### Jordan (1997–1998)
Dieser Erfolg brachte ihm einen Vertrag für die Formel 1. Nach ersten Tests bei McLaren-Mercedes debütierte er dennoch beim Team von Eddie Jordan, in dem er im damals von Peugeot-Motoren angetriebenen Jordan von Anfang an den erforderlichen Rennspeed, aber auch zum Leidwesen seines Teamchefs den Konfliktwillen gegenüber dem eigenen Teamkollegen zeigte. Bereits beim dritten Rennen der Formel-1-Weltmeisterschaft 1997 in Argentinien kam es zu einer Kollision mit Giancarlo Fisichella, der seinen zweiten Platz verteidigen wollte und sich dabei von der Strecke drehte. Doch Ralf Schumacher, der durch einen zeitlich ungünstigen Boxenstopp auf den dritten Rang zurückfiel, konnte seinen ersten Podestplatz feiern. Jahre später bekundete Eddie Jordan, es sei besser gewesen, besagten Stopp hinauszuzögern, um eine Siegchance zu wahren. Das Team erreichte mit 33 Punkten Platz fünf der Konstrukteurswertung, wobei Fisichella mit 20 Punkten der beständigere Fahrer war.
Für die Formel-1-Weltmeisterschaft 1998 bekam Jordan mit dem Mugen-Honda ein neues Antriebsaggregat und Schumacher mit Damon Hill einen neuen Teamkollegen und ehemaligen Weltmeister zur Konkurrenz. Beim Chaosrennen in Spa-Francorchamps gewann zwar Hill vor dem jüngeren Schumacher, aber nach dem Rennen wurde bekannt, dass Jordan im strömenden Regen keine Kollision seiner Fahrer riskieren wollte und dem im Rennen führenden Hill, der mit defekten Bremsen fuhr, durch Stallregie zum ersten Sieg für sein Team verholfen hatte. Doch auch in diesem Jahr unterlag Ralf Schumacher seinem Teamkollegen, diesmal mit 20 zu 14 WM-Punkten. Zwar hatte das Team mit 34 Punkten den vierten Rang in der Konstrukteurswertung erzielt, aber hinter den Kulissen war Jordan unzufrieden mit dem Deutschen, der offen Kritik an der technischen Zuverlässigkeit und den Sicherheitskriterien des Rennstalls geübt hatte. Zur Überraschung vieler Journalisten (zum Beispiel Achim Schlang) tauschten zum Ende der Saison Heinz-Harald Frentzen und Schumacher das Cockpit. Was viele Beobachter zunächst als schlechten Tausch für beide Fahrer hielten, sollte sich im Nachhinein als der richtige Schritt erweisen. Beide Karrieren, die etwas ins Stocken geraten waren, kamen besser in Gang.

#### Williams (1999–2004)

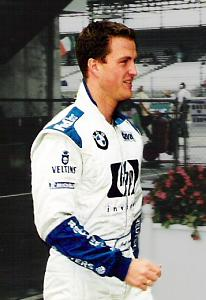
Ralf Schumacher, 2002

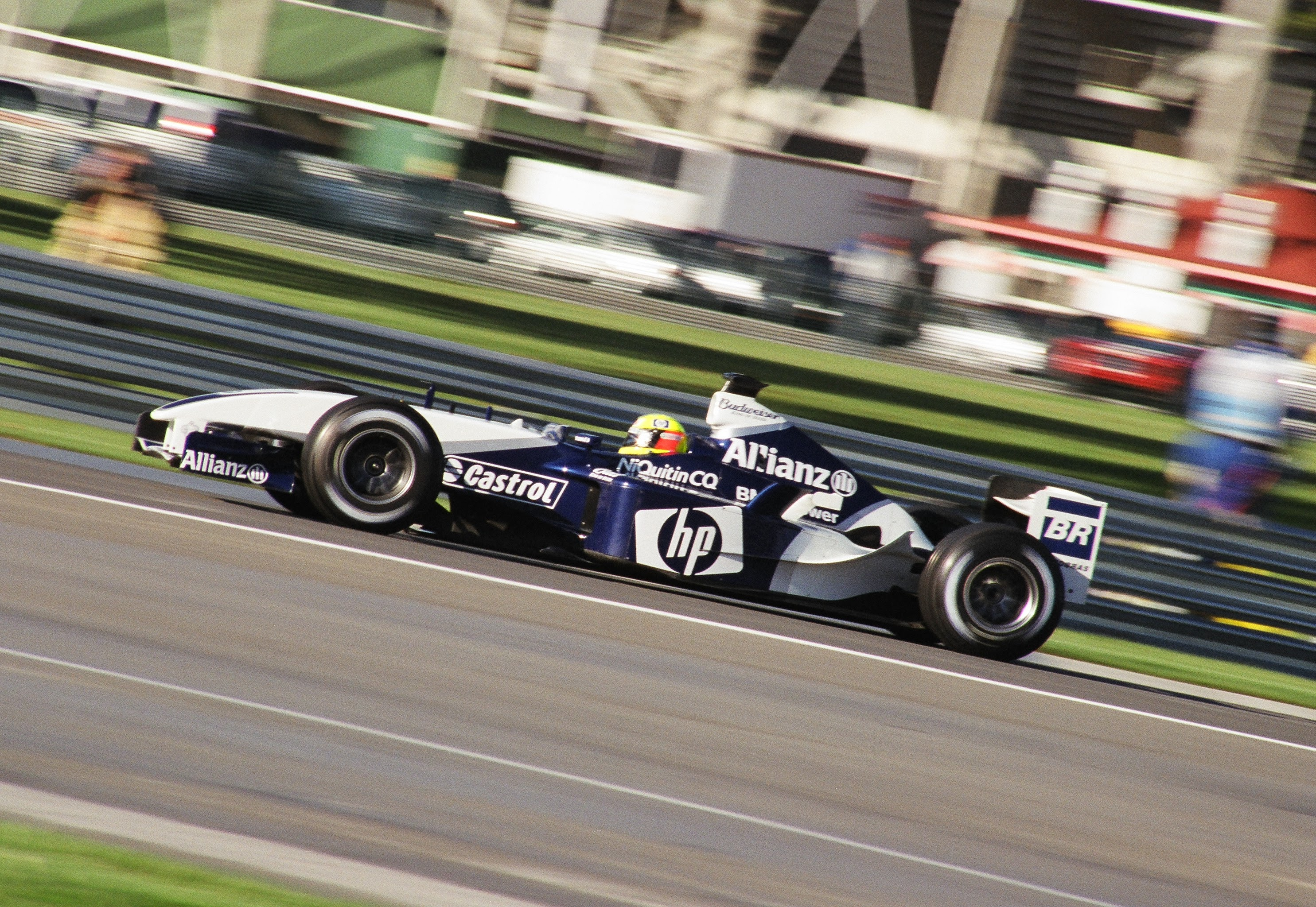
Im Williams, 2003

1999 wechselte Schumacher zu dem im Umbruch befindlichen Williams-F1-Team und erhob den Anspruch, mittel- bis langfristig Weltmeister zu werden. Doch der Renault-Motor, mit dem Jacques Villeneuve 1997 noch Weltmeister wurde, war als Kunden-Mecachrome-Motor allenfalls zweite Wahl. Dennoch fuhr Schumacher eine beherzte Saison und hatte auf dem Nürburgring begünstigt durch viele Ausfälle durchaus Chancen auf den Sieg, den jedoch ein Reifendefekt vereitelte. Seinen Teamkollegen und Formel-1-Rückkehrer Alessandro Zanardi, der in den Vorjahren fast nach Belieben die amerikanische Champ-Car-Serie dominiert hatte, konnte Schumacher über die Saison klar hinter sich lassen.
Als Williams im Jahr 2000 durch den Einstieg von BMW zum Werksteam wurde und über einen wesentlich konkurrenzfähigeren Motor verfügte, wurde die Situation für Schumacher deutlich besser. Er erreichte drei Podiumsplatzierungen und ein Jahr später konnte Schumacher beim GP von Imola seinen ersten Sieg erringen. Diesem Erfolg folgten im gleichen Jahr noch zwei weitere Rennsiege in Montreal und Hockenheim. Während bis zum Ende der Saison 2000 Jenson Button Ralfs Teamkollege war, stieß ab 2001 der Kolumbianer Juan Pablo Montoya zu Williams und bildete mit Schumacher nach Ansicht der Fachpresse das stärkste Fahrerteam in der Formel 1. Schumacher gewann in dieser Saison drei Rennen, die zweitgrößte Zahl nach seinem die Saison dominierenden Bruder Michael; in der Gesamtwertung wurde er Vierter.
2002 konnte Schumacher den GP von Malaysia für sich entscheiden und wurde am Ende des Jahres wiederum Vierter der Weltmeisterschaft. 2003 gelangen ihm zwei Siege: beim GP von Europa und beim GP von Frankreich.
Am 20. Juni 2004 verletzte sich Schumacher ernsthaft bei einem Unfall beim Grand Prix der USA. Die Beschleunigung bzw. Verzögerung des Aufpralls wurde mit 78 g (765 m/s²) angegeben, eine der höchsten je gemessenen der Formel-1-Geschichte. Dies endete mit einer Gehirnerschütterung und zwei leichten Wirbelsäulenbrüchen. Er wurde sofort zu einem nahegelegenen Krankenhaus transportiert und verbrachte dort etwa vier Tage sowie einige Monate zu Hause im Bett. In den USA selbst wurde jedoch eine Fehldiagnose gestellt, da zunächst nur eine schwere Gehirnerschütterung und Prellungen im Rückenbereich festgestellt wurden. Erst in der Sportklinik in Bad Nauheim wurde die richtige Diagnose erstellt. Nach diesem Rennen fuhr er nur drei von insgesamt verbliebenen neun Rennen. Die Saison beendete er mit 24 Punkten auf Gesamtrang 9.

#### Toyota (2005–2007)

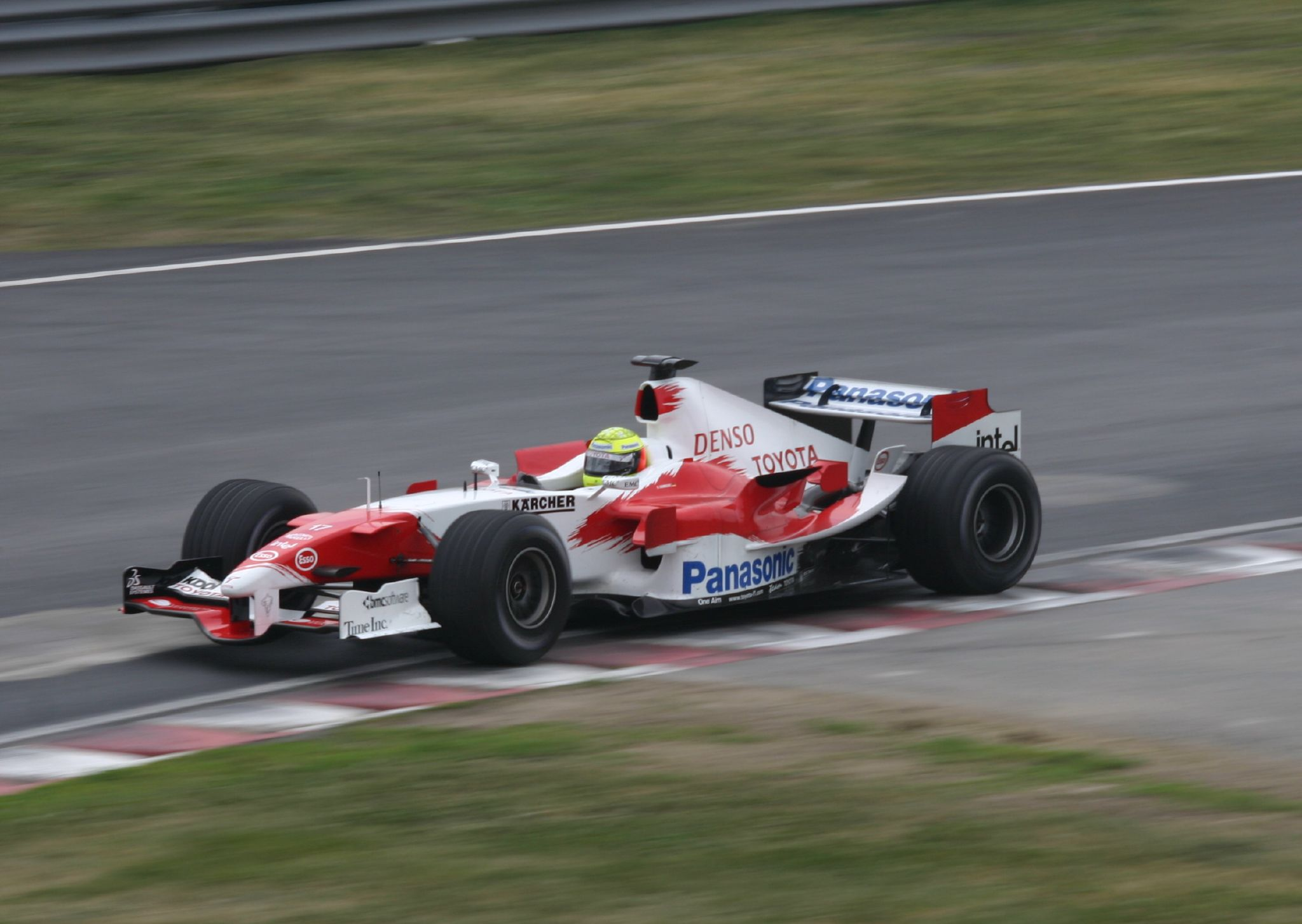
Schumacher im Toyota, 2005

2005 wechselte Ralf Schumacher dann zu Toyota F1. Bereits während der Vor-Saison wurde in der Presse über einen Wechsel Schumachers zu einem anderen Team gemutmaßt. Wegen der Unzufriedenheit mit seinem bisherigen Arbeitgeber (Zitat: „Williams war mal ein Topteam!“) und der Aussichtslosigkeit auf den WM-Fahrertitel entschloss sich Schumacher, zu dem in Köln beheimateten Team Toyota zu wechseln. Diese Entscheidung war zunächst umstritten, da sich das japanische Team zu dieser Zeit bestenfalls im Mittelfeld der Wettbewerber befand; Schumacher selbst verstand seine Unterschrift bei Toyota als „sportlich langfristige Aktion“. Der Rennstall verfügte über das größte Budget, was neben intensiven Entwicklungsmöglichkeiten des Wagens auch eines der höchsten Gehälter aller Fahrer ermöglichte.
Das erste Jahr bei dem japanischen Rennstall lief für Schumacher deutlich besser als erwartet. Der Toyota erwies sich als konkurrenzfähiger als im Jahr davor. In Ungarn und China konnte er jeweils den dritten Platz erringen; beim GP von Japan erreichte er in einem ereignisreichen Qualifying gar die Pole-Position. Sein Teamkollege Jarno Trulli schien zunächst – insbesondere durch sehr gute Qualifikationsergebnisse – besser bei Toyota zurechtzukommen, gegen Ende des Jahres wurde der Wagen aber mehr den fahrerischen Ansprüchen Schumachers gerecht, sodass dieser seinen Teamkollegen punktemäßig übertreffen konnte.
Während der Formel-1-Weltmeisterschaft 2006 blieben sowohl das Team als auch beide Fahrer trotz des großen finanziellen Aufwands hinter den hochgesteckten Erwartungen zurück. Zu schwankend war die Form des Fahrzeugs, das nicht durchgehend in die Top Ten fahren konnte. Unruhe im technischen Team und ein Rechtsstreit mit dem ehemaligen technischen Direktor Gustav Brunner erschwerten die Situation. Am Anfang der Saison war der dritte Platz beim Großen Preis von Australien für Ralf Schumacher das beste Ergebnis, das sich im Verlauf des Jahres nicht wiederholen ließ. Symptomatisch war der Ausfall beider Piloten mit undefinierbaren Motorproblemen beim Saisonabschluss, dem Großen Preis von Brasilien, bereits im ersten Renndrittel.

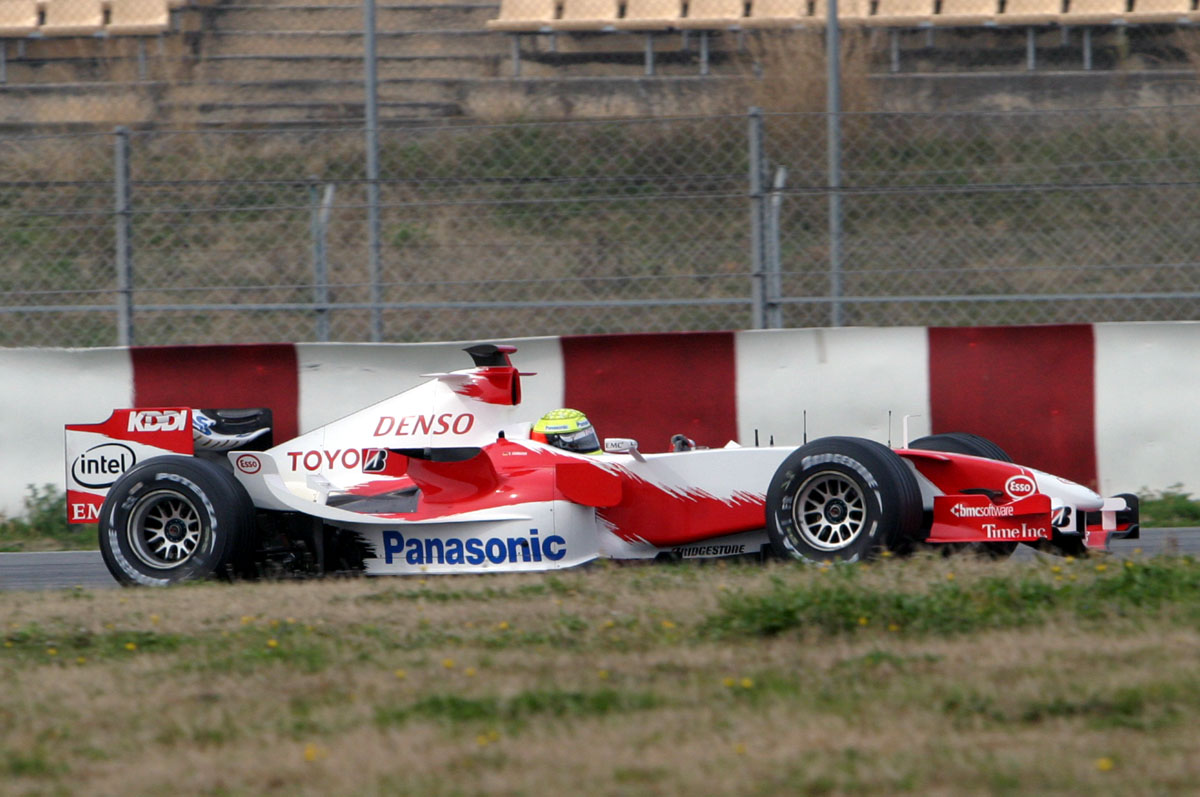
Bei Testfahrten, 2006

2007 holte Schumacher im ersten Rennen, dem Großen Preis von Australien, den ersten Saisonpunkt für sein Team. Bei den Rennen in Malaysia und Bahrain hatte er aber Probleme mit seinem Auto und kam auf die Plätze 15 und 12. Wie bereits 2005 schienen Auto und sein Fahrstil nicht zusammenzupassen. Seine im Vergleich zu seinem erheblich weniger verdienenden Teamkollegen schlechten Leistungen sorgten erneut für teilweise heftige Kritik in den Medien.
Toyota schien seit dem Rennen auf dem Nürburgring im Aufwind. Weiterentwickelte aerodynamische Teile an den Wagen machten sie konkurrenzfähiger, was Ralf Schumacher besser umzusetzen vermochte als sein Teamkollege Jarno Trulli. So gewann Ralf nach längerer Durststrecke drei weitere Punkte beim Großen Preis von Ungarn. Nach dem Großen Preis von Japan, als er wegen Elektronikproblemen aufgeben musste, kündigte Schumacher dennoch an, dass er ab der folgenden Saison nicht mehr für Toyota fahren werde, aber in der Formel 1 verbleibe. Von der Fachpresse wurde Schumacher in der Folge mit dem Force-India-Team in Verbindung gebracht. Ein Engagement bei McLaren wurde in den Medien ebenfalls diskutiert, nachdem dort Ex-Weltmeister Fernando Alonso sein Cockpit geräumt hatte; es erwies sich jedoch als unwahrscheinlich. Bei Winter-Testfahrten im spanischen Jerez fuhr Schumacher einige Proberunden für den neuen Force India-Rennstall (vormals Spyker bzw. Jordan Grand Prix), mit dessen Teambesitzer er befreundet ist. Nachdem er dabei wenig schnelle Rundenzeiten erzielen konnte und deutlich hinter den Erwartungen von Öffentlichkeit und Medien zurückblieb, kündigte Ralf Schumacher aufgrund mangelnder Alternativen das voraussichtliche Ende seiner F1-Karriere an.

### DTM

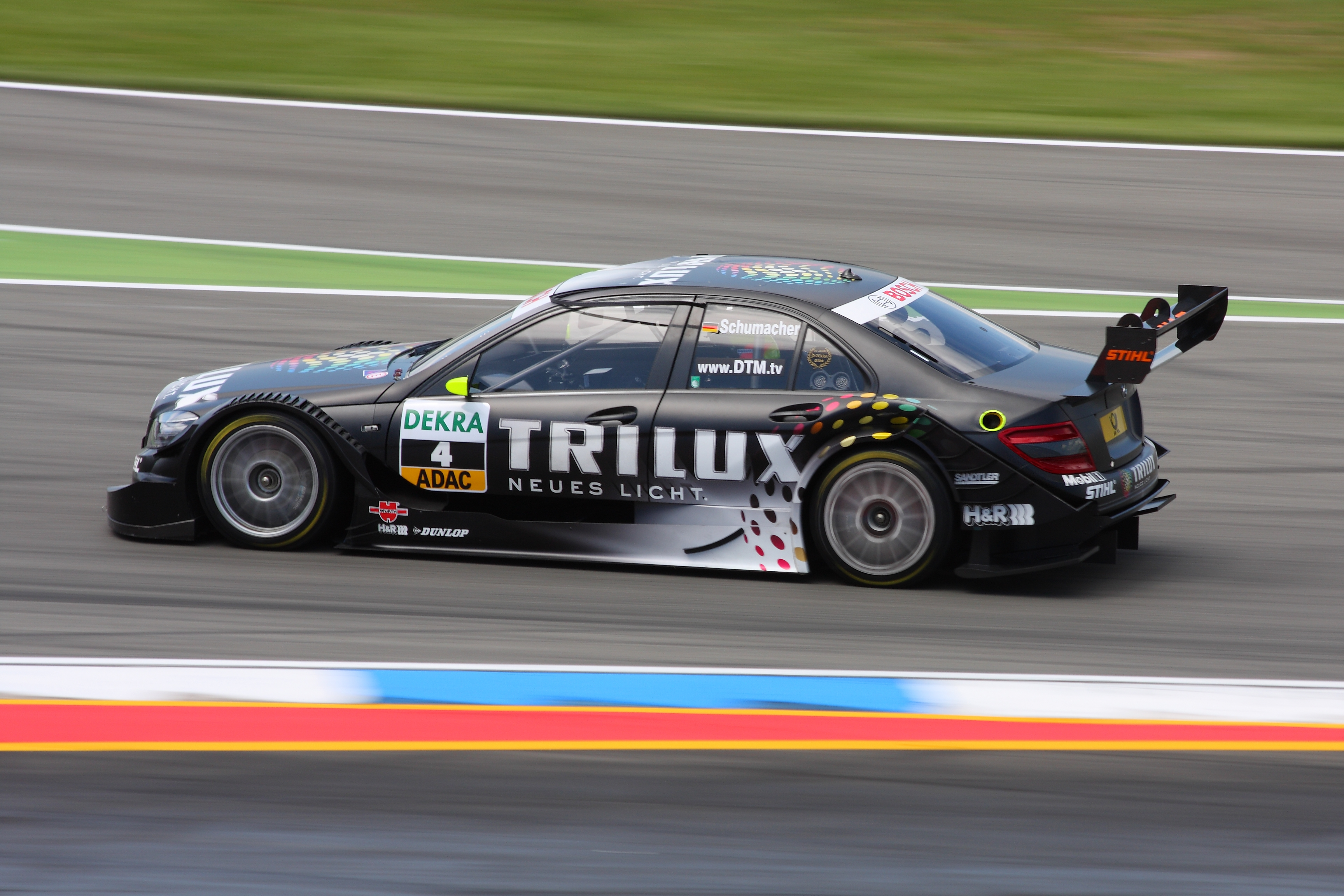
Schumacher im DTM-Mercedes, 2009

Nach Spekulationen über die Fortsetzung seiner Rennkarriere in der DTM unterschrieb Schumacher einen Vertrag bei Mercedes-Benz für die Saison 2008, die er in einem Rennwagen der 2007er Saison für Mücke absolvierte. In seinem ersten Rennen auf dem Hockenheimring belegte er den 14. Rang. In Oschersleben, eine Woche später, fuhr er erstmals in die Top 10 (10. Platz). Beim Rennen auf dem Nürburgring am 27. Juli 2008 konnte Ralf Schumacher seinen ersten DTM-Punkt erzielen. In der Saison 2009 bekam Schumacher das Cockpit des bisherigen HWA-Fahrers Jamie Green, der in einem, von Persson eingesetzten, Vorjahresmodell der C-Klasse fuhr. Trotz eines siegfähigen Wagens konnte Schumacher in dieser Saison nicht überzeugen. Sein bestes Resultat war ein fünfter Platz in Dijon. Am Ende der Saison wurde Schumacher mit neun Punkten Elfter in der Meisterschaft. 2010 konnte Schumacher nicht überzeugen; während Gary Paffett, Bruno Spengler und Meister Paul di Resta mit identischem Material bis zum letzten Rennen um die Meisterschaft kämpften, erzielte Schumacher lediglich drei Punkte und landete im Klassement auf dem 14. Platz, noch hinter seinen Markenkollegen im Jahreswagen Maro Engel, Susie Stoddart und Jamie Green. Beim Auftaktrennen der Saison 2011 in Hockenheim gelang ihm mit einem dritten Platz seine erste Podiumsplatzierung in der DTM. Zwei Rennen später in Spielberg folgte mit einem zweiten Platz seine bis dahin beste Platzierung. Die Saison schloss er als schlechtester HWA-Pilot auf dem achten Platz im Gesamtklassement ab.
2012 blieb Schumacher bei HWA. Schumacher wurde mit einem siebten Platz als bestes Ergebnis 17. in der Fahrerwertung, während seine Teamkollegen Paffett und Green die Plätze zwei und drei belegten. 2013 war Schumacher zunächst für ein Mercedes-DTM-Cockpit bestätigt worden, er gab jedoch vor dem Saisonauftakt seinen sofortigen Rücktritt als aktiver Rennfahrer bekannt. Er übernahm die Position eines Fahrer-Coach bei den Mercedes-DTM-Teams.

### Teamchef in der GP3
Schumacher war gemeinsam mit dem Teaminhaber Peter Mücke Teamchef dessen GP3-Serie-Teams, das in der Saison 2010 und 2011 antrat.

### Teamchef in der Formel 4
Zur Saison 2016 stieg er bei HTP F4 Junior Team Ungar in der deutschen ADAC Formel 4 ein und führt seitdem mit Gerhard Ungar das Meisterteam US Racing.

## Sonstiges
Im November 2004 wurde bekannt, dass Schumacher als stiller Teilhaber in eine österreichische GmbH investiert hatte, die als Tochtergesellschaft der Beate Uhse AG fungierte. Der Fernsehmoderator Stefan Raab thematisierte dieses neue Geschäftsfeld in seiner Sendung TV total ausgiebig und startete eine Internet-Verkaufsaktion von T-Shirts mit dem Aufdruck „Porno-Ralle“ und „Hard-Cora“. Schumachers Manager Willi Weber drohte Raab daraufhin mit einer Millionenklage, sollte dieser Ralf und Cora Schumacher weiter wegen der Beteiligung an dem Erotikunternehmen verspotten. Weber schickte Brainpool TV, der Produktionsfirma von Raabs Sendung, eine Abmahnung und verlangte eine Unterlassungserklärung. Anschließend trat Schumacher am 13. Dezember 2004 selbst in Raabs Sendung auf und legte den Streit mit dem Moderator humorvoll bei. Der Erlös aus dem T-Shirt-Verkauf wurde einem wohltätigen Zweck zugeführt.
2015 hatte Ralf Schumacher eine Gastrolle in der deutschen Actionserie Alarm für Cobra 11 – Die Autobahnpolizei.
Seit der Saison 2019 ist Schumacher TV-Experte des Pay-TV-Anbieters Sky Deutschland und begleitet an der Seite von Kommentator Sascha Roos die Läufe der Formel-1-Saison.

## Privates
Ralf Schumacher war von Oktober 2001 bis Februar 2015 mit Cora Schumacher verheiratet; das Paar lebte seit 2009 getrennt. Er hat mit ihr den Sohn David Schumacher (* 2001), der ebenfalls Rennfahrer ist. Die Familie lebte in Hallwang bei Salzburg, Österreich.
Nach der Saison 2005 trennte Schumacher sich von seinem langjährigen Manager Willi Weber. Weber hatte für Schumacher noch den Toyota-Vertrag ausgehandelt, der diesem dem Vernehmen nach innerhalb von drei Jahren 50 Millionen Euro einbrachte. In einer persönlichen Stellungnahme nach der Trennung ließ Schumacher verlauten, von nun an für sich selbst sprechen zu können, auch wenn er Weber viel zu verdanken habe. Einige Monate später wurde der langjährige RTL-Sportchef Hans Mahr Manager von Ralf Schumacher.
Im Juli 2024 machte Schumacher seine homosexuelle Beziehung mit dem Franzosen Étienne Bousquet-Cassagne öffentlich.

## Statistik

### Karrierestationen
- 1979–1992: Kartsport
- 1992: Formel BMW Junior (Platz 6)
- 1993: Formel BMW Junior (Platz 2)
- 1993: Deutsche Formel 3
- 1994: Deutsche Formel 3 (Platz 3)
- 1995: Deutsche Formel 3 (Platz 2)
- 1996: Formel Nippon (Meister)
- 1996: Japanische GT-Meisterschaft, GT500 (Platz 2)
- 1997: Formel 1 (Platz 11)
- 1997: FIA-GT-Meisterschaft, GT1 (Platz 29)
- 1998: Formel 1 (Platz 10)
- 1999: Formel 1 (Platz 6)
- 2000: Formel 1 (Platz 5)
- 2001: Formel 1 (Platz 4)
- 2002: Formel 1 (Platz 4)
- 2003: Formel 1 (Platz 5)
- 2004: Formel 1 (Platz 9)
- 2005: Formel 1 (Platz 6)
- 2006: Formel 1 (Platz 10)
- 2007: Formel 1 (Platz 16)
- 2008: DTM (Platz 14)
- 2009: DTM (Platz 11)
- 2010: DTM (Platz 14)
- 2011: DTM (Platz 8)
- 2012: DTM (Platz 17)

### Statistik in der Formel-1-Weltmeisterschaft

#### Grand-Prix-Siege
| - 2001: San Marino (Imola) - 2001: Kanada (Montréal) | - 2001: Deutschland (Hockenheim) - 2002: Malaysia (Sepang) | - 2003: Europa (Nürburg) - 2003: Frankreich (Magny-Cours) |

#### Gesamtübersicht
| Saison | Team                                 | Chassis               | Motor               | Rennen | Siege | Zweiter | Dritter | Poles | schn. Rennrunden | Punkte | WM-Pos. |
| ------ | ------------------------------------ | --------------------- | ------------------- | ------ | ----- | ------- | ------- | ----- | ---------------- | ------ | ------- |
| 1997   | Benson & Hedges Total Jordan Peugeot | Jordan 197            | Peugeot 3.0 V10     | 17     | –     | –       | 1       | –     | –                | 13     | 11.     |
| 1998   | Benson & Hedges Total Jordan         | Jordan 198            | Mugen-Honda 3.0 V10 | 16     | –     | 1       | 1       | –     | –                | 14     | 10.     |
| 1999   | Winfield Williams F1                 | Williams FW21         | Supertec 3.0 V10    | 16     | –     | 1       | 2       | –     | 1                | 35     | 6.      |
| 2000   | BMW WilliamsF1 Team                  | Williams FW22         | BMW 3.0 V10         | 17     | –     | –       | 3       | –     | –                | 24     | 5.      |
| 2001   | BMW WilliamsF1 Team                  | Williams FW23 / FW23B | BMW 3.0 V10         | 17     | 3     | 1       | 1       | 1     | 5                | 49     | 4.      |
| 2002   | BMW WilliamsF1 Team                  | Williams FW24         | BMW 3.0 V10         | 17     | 1     | 1       | 4       | –     | –                | 42     | 4.      |
| 2003   | BMW WilliamsF1 Team                  | Williams FW25         | BMW 3.0 V10         | 15     | 2     | 1       | –       | 3     | 1                | 58     | 5.      |
| 2004   | BMW WilliamsF1 Team                  | Williams FW26         | BMW 3.0 V10         | 12     | –     | 1       | –       | 1     | –                | 24     | 9.      |
| 2005   | Panasonic Toyota Racing              | Toyota TF105 / TF105B | Toyota 3.0 V10      | 18     | –     | –       | 2       | 1     | 1                | 45     | 6.      |
| 2006   | Panasonic Toyota Racing              | Toyota TF106 / TF106B | Toyota 2.4 V8       | 18     | –     | –       | 1       | –     | –                | 20     | 10.     |
| 2007   | Panasonic Toyota Racing              | Toyota TF107          | Toyota 2.4 V8       | 17     | –     | –       | –       | –     | –                | 5      | 16.     |
| Gesamt | Gesamt                               | Gesamt                | Gesamt              | 180    | 6     | 6       | 15      | 6     | 8                | 329    |         |

#### Einzelergebnisse
| Saison | 1   | 2   | 3   | 4   | 5   | 6   | 7   | 8   | 9   | 10  | 11  | 12  | 13  | 14  | 15  | 16  | 17  | 18 | 19 |
| ------ | --- | --- | --- | --- | --- | --- | --- | --- | --- | --- | --- | --- | --- | --- | --- | --- | --- | -- | -- |
| 1997   |     |     |     |     |     |     |     |     |     |     |     |     |     |     |     |     |     |    |    |
| DNF    | DNF | 3   | DNF | DNF | DNF | DNF | 6   | 5   | 5   | 5   | DNF | DNF | 5   | DNF | 9   | DNF |     |    |    |
| 1998   |     |     |     |     |     |     |     |     |     |     |     |     |     |     |     |     |     |    |    |
| DNF    | DNF | DNF | 7   | 11  | DNF | DNF | 16  | 6   | 5   | 6   | 9   | 2   | 3   | DNF | DNF |     |     |    |    |
| 1999   |     |     |     |     |     |     |     |     |     |     |     |     |     |     |     |     |     |    |    |
| 3      | 4   | DNF | DNF | 5   | 4   | 4   | 3   | DNF | 4   | 9   | 5   | 2   | 4   | DNF | 5   |     |     |    |    |
| 2000   |     |     |     |     |     |     |     |     |     |     |     |     |     |     |     |     |     |    |    |
| 3      | 5   | DNF | 4   | 4   | DNF | DNF | 14* | 5   | DNF | 7   | 5   | 3   | 3   | DNF | DNF | DNF |     |    |    |
| 2001   |     |     |     |     |     |     |     |     |     |     |     |     |     |     |     |     |     |    |    |
| DNF    | 5   | DNF | 1   | DNF | DNF | DNF | 1   | 4   | 2   | DNF | 1   | 4   | 7   | 3   | DNF | 6   |     |    |    |
| 2002   |     |     |     |     |     |     |     |     |     |     |     |     |     |     |     |     |     |    |    |
| DNF    | 1   | 2   | 3   | 11* | 4   | 3   | 7   | 4   | 8   | 5   | 3   | 3   | 5   | DNF | 16  | 11* |     |    |    |
| 2003   |     |     |     |     |     |     |     |     |     |     |     |     |     |     |     |     |     |    |    |
| 8      | 4   | 7   | 4   | 5   | 6   | 4   | 2   | 1   | 1   | 9   | DNF | 4   | INJ | DNF | 12  |     |     |    |    |
| 2004   |     |     |     |     |     |     |     |     |     |     |     |     |     |     |     |     |     |    |    |
| 4      | DNF | 7   | 7   | 6   | 10* | DNF | DSQ | DNF | INJ | INJ | INJ | INJ | INJ | INJ | DNF | 2   | 5   |    |    |
| 2005   |     |     |     |     |     |     |     |     |     |     |     |     |     |     |     |     |     |    |    |
| 12     | 5   | 4   | 9   | 4   | 6   | DNF | 6   | PO  | 7   | 8   | 6   | 3   | 12  | 6   | 7   | 8   | 8   | 3  |    |
| 2006   |     |     |     |     |     |     |     |     |     |     |     |     |     |     |     |     |     |    |    |
| 14     | 8   | 3   | 9   | DNF | DNF | 8   | DNF | DNF | DNF | 4   | 9   | 6   | 7   | 15  | DNF | 7   | DNF |    |    |
| 2007   |     |     |     |     |     |     |     |     |     |     |     |     |     |     |     |     |     |    |    |
| 8      | 15  | 12  | DNF | 16  | 8   | DNF | 10  | DNF | DNF | 6   | 12  | 15  | 10  | DNF | DNF | 11  |     |    |    |

| Legende  | Legende            | Legende                                                          |
| Farbe    | Abkürzung          | Bedeutung                                                        |
| -------- | ------------------ | ---------------------------------------------------------------- |
| Gold     | –                  | Sieg                                                             |
| Silber   | –                  | 2. Platz                                                         |
| Bronze   | –                  | 3. Platz                                                         |
| Grün     | –                  | Platzierung in den Punkten                                       |
| Blau     | –                  | Klassifiziert außerhalb der Punkteränge                          |
| Violett  | DNF                | Rennen nicht beendet (did not finish)                            |
| Violett  | NC                 | nicht klassifiziert (not classified)                             |
| Rot      | DNQ                | nicht qualifiziert (did not qualify)                             |
| Rot      | DNPQ               | in Vorqualifikation gescheitert (did not pre-qualify)            |
| Schwarz  | DSQ                | disqualifiziert (disqualified)                                   |
| Weiß     | DNS                | nicht am Start (did not start)                                   |
| Weiß     | WD                 | zurückgezogen (withdrawn)                                        |
| Hellblau | PO                 | nur am Training teilgenommen (practiced only)                    |
| Hellblau | TD                 | Freitags-Testfahrer (test driver)                                |
| ohne     | DNP                | nicht am Training teilgenommen (did not practice)                |
| ohne     | INJ                | verletzt oder krank (injured)                                    |
| ohne     | EX                 | ausgeschlossen (excluded)                                        |
| ohne     | DNA                | nicht erschienen (did not arrive)                                |
| ohne     | C                  | Rennen abgesagt (cancelled)                                      |
| ohne     | keine WM-Teilnahme |                                                                  |
| sonstige | P/fett             | Pole-Position                                                    |
| sonstige | 1/2/3/4/5/6/7/8    | Punktplatzierung im Sprint-/Qualifikationsrennen                 |
| sonstige | SR/kursiv          | Schnellste Rennrunde                                             |
| sonstige | *                  | nicht im Ziel, aufgrund der zurückgelegten Distanz aber gewertet |
| sonstige | ()                 | Streichresultate                                                 |
| sonstige | unterstrichen      | Führender in der Gesamtwertung                                   |

### Einzelergebnisse in der DTM
| Saison | Team             | Hersteller | 1   | 2   | 3   | 4   | 5   | 6   | 7   | 8   | 9   | 10  | 11  | Punkte | Rang |
| ------ | ---------------- | ---------- | --- | --- | --- | --- | --- | --- | --- | --- | --- | --- | --- | ------ | ---- |
| 2008   | Mücke Motorsport | Mercedes   | HO1 | OSC | MUG | LAU | NOR | ZAN | NÜR | BRH | BAR | LEM | HO2 | 3      | 14.  |
| 2008   | Mücke Motorsport | Mercedes   | 14  | 10  | DNF | 13  | 16  | 12  | 8   | 15  | 7   | DNF | 14  | 3      | 14.  |
| 2009   | HWA              | Mercedes   | HO1 | LAU | NOR | ZAN | OSC | NÜR | BRH | BAR | DIJ | HO2 |     | 9      | 11.  |
| 2009   | HWA              | Mercedes   | 9   | 10  | 6   | 10  | 11  | 7   | 9   | 13  | 5   | DNF |     | 9      | 11.  |
| 2010   | HWA              | Mercedes   | HO1 | VAL | LAU | NOR | NÜR | ZAN | BRH | OSC | HO2 | ADR | SHA | 3      | 14.  |
| 2010   | HWA              | Mercedes   | 9   | DNF | 9   | 11  | 6   | 9   | DNF | 9   | DNF | 12  | 10  | 3      | 14.  |
| 2011   | HWA              | Mercedes   | HO1 | ZAN | SPI | LAU | NOR | NÜR | BRH | OSC | VAL | HO2 |     | 21     | 8.   |
| 2011   | HWA              | Mercedes   | 3   | 11  | 2   | 12  | 6   | DNF | 5   | DNF | 13  | 11  |     | 21     | 8.   |
| 2012   | HWA              | Mercedes   | HO1 | LAU | BRH | SPI | NOR | NÜR | ZAN | OSC | VAL | HO2 |     | 10     | 17.  |
| 2012   | HWA              | Mercedes   | 7   | 10  | 19  | 11  | DNF | 13  | 10  | 13  | 14  | 9   |     | 10     | 17.  |

| Legende  | Legende            | Legende                                                          |
| Farbe    | Abkürzung          | Bedeutung                                                        |
| -------- | ------------------ | ---------------------------------------------------------------- |
| Gold     | –                  | Sieg                                                             |
| Silber   | –                  | 2. Platz                                                         |
| Bronze   | –                  | 3. Platz                                                         |
| Grün     | –                  | Platzierung in den Punkten                                       |
| Blau     | –                  | Klassifiziert außerhalb der Punkteränge                          |
| Violett  | DNF                | Rennen nicht beendet (did not finish)                            |
| Violett  | NC                 | nicht klassifiziert (not classified)                             |
| Rot      | DNQ                | nicht qualifiziert (did not qualify)                             |
| Rot      | DNPQ               | in Vorqualifikation gescheitert (did not pre-qualify)            |
| Schwarz  | DSQ                | disqualifiziert (disqualified)                                   |
| Weiß     | DNS                | nicht am Start (did not start)                                   |
| Weiß     | WD                 | zurückgezogen (withdrawn)                                        |
| Hellblau | PO                 | nur am Training teilgenommen (practiced only)                    |
| Hellblau | TD                 | Freitags-Testfahrer (test driver)                                |
| ohne     | DNP                | nicht am Training teilgenommen (did not practice)                |
| ohne     | INJ                | verletzt oder krank (injured)                                    |
| ohne     | EX                 | ausgeschlossen (excluded)                                        |
| ohne     | DNA                | nicht erschienen (did not arrive)                                |
| ohne     | C                  | Rennen abgesagt (cancelled)                                      |
| ohne     | keine WM-Teilnahme |                                                                  |
| sonstige | P/fett             | Pole-Position                                                    |
| sonstige | 1/2/3/4/5/6/7/8    | Punktplatzierung im Sprint-/Qualifikationsrennen                 |
| sonstige | SR/kursiv          | Schnellste Rennrunde                                             |
| sonstige | *                  | nicht im Ziel, aufgrund der zurückgelegten Distanz aber gewertet |
| sonstige | ()                 | Streichresultate                                                 |
| sonstige | unterstrichen      | Führender in der Gesamtwertung                                   |